# هال (فلم)
هال (ハル Haru) هو فيلم رسوم متحركة يابانية في سنة 2013 من إخراج ريوتارو ماكيهارا. ففي عام 2013 أنمي إكسبو أورد اتفاقية مع فنميشن وبالتالي أعلنت أنها قد حصلت على حقوق البث في أمريكا الشمالية.

## الملخص
القصة تدور حول تكنولوجيا المجتمع المتقدمة، حيثُ أنّ الروبوتات يمكن برمجتها تتصرف كالإنسان. بعد حادث الطائرة المأساويّة، الروبوت، المعروف أيضا باسم كو01، تم إرساله إلى بلدة صغيرة يابانية لمساعدة شخص الذي فقد أحد أفراد أسرته. بينما كان يحاول شفاء كئيب القلب، ماضي الزوجين المكتشفة.

## الأدوار
| الشخصية | الصوت الياباني  | الصوت الإنجليزي |
| ------- | --------------- | --------------- |
| هال     | يوشيماسا هوسويا | كريس بورنيت     |
| كورومي  | يوكو هيكاسا     | براين أبّريل     |
| ريو     | مامورو ميانو    | تود هابركورن    |
| ارانامي | شينباشي تسوجي   | بيل فلين        |
| توكيو   | تاميو أوكي      | غرانت جيمس      |
| تسوكيكو | آكو ماياما.     | بام دوجيرتي     |
| اريكا   | يو-كو تاتشيبانا | جولي إريكسون    |
| ريوميكو | يونو هيكاري     | ليندا ليونارد   |
| مامي    | شوكو تسودا      | لوري ستيل       |
| نيبيلِس  | إكّي             | مايك مكفارلاند  |

## استقبال
ثيرون مارتن من شبكة أخبار الأنمي أعطى للفيلم تصنيف +ب. في استعراضه، ورأى الفيلم لم يكن طويل بما فيه الكفاية من أجل تحقيق التأثير العاطفي، وخلُص إلى أنه؛ «إذا كنت تبحث عن مستوى منخفض من حكاية رومانسية ولا تمانع من جزء كبير من الحيل، هذه يجب أن يتناسب مشروع القانون».

## وصلات خارجية
- الموقع الرسمي
 (باليابانية)
- مقالات تستعمل روابط فنية بلا صلة مع ويكي بيانات
- Hal (فيلم) في شبكة أخبار الأنمي